# Lijst van bekende computerchips
Op deze pagina staat een lijst van bij het publiek bekende computerchips. (Het dient dus geen overzicht van alle chips op de markt te worden.)

## Processoren
Zie: Lijst van microprocessoren

## Chipsets
- Intel
  - 440BX
  - 810
  - 845
  - Triton
- Nvidia
  - Nforce
  - Nforce 2
  - Nforce 3
- Via
  - KT133
  - KT266
  - KT400
  - KT600
  - MVP5

## Videochips
- ATi
  - EGA-Wonder
  - Mach 64
  - Radeon R6/RV100/RV200/M6
  - Radeon R200/RV250/RV280/M9
  - Radeon R300/RV300/R350/RV350/R360/M10
  - Rage Mobility
  - Rage Pro
  - Rage 128
  - VGA-Wonder
- Commodore MOS
  - Vic II
  - Denise
  - Lisa
- Matrox
  - G200
  - G400/G450
  - Parhelia
- Motorola
  - 6845 (onder andere gebruikt voor CGA, MDA en Hercules grafische kaarten)
- Nvidia
  - Riva 128
  - NV4 (Riva TNT)
  - NV5 (Riva TNT2/M64/Ultra)
  - NV10 (Geforce 256)
  - NV11 (Geforce 2MX)
  - NV15 (Geforce 2)
  - NV20/NV25 (Geforce 3/4)
  - NV30/NV35 (Geforce FX)
  - NV40 (Geforce 6xxx)

## Audiochips
- AMD/Gravis
  - Interwave (chip) (Ultrasound)
- Commodore MOS
  - SID
  - Paula
- Creative Labs
  - EMU 8000 (Soundblaster 32/64, alleen ISA kaarten)
  - EMU 10000 (Soundblaster Live)
- Forte/Gravis
  - GF1 (Ultrasound)
- General Instrument
  - AY-3-8910
- Texas Instruments
  - SN76489
- Yamaha
  - OPL1
  - OPL2
  - OPL3
  - OPL4